# 紋條曙麗盲蝽
紋條曙麗盲蝽（学名：Eolygus vittatus）为盲蝽科曙麗盲蝽屬下的一个种。